# Abax hermandensis
Abax hermandensis är en skalbaggsart som beskrevs av Vandyke. Abax hermandensis ingår i släktet Abax och familjen jordlöpare. Inga underarter finns listade i Catalogue of Life.